# Везиров, Джамиль Исмаил оглы
Джамиль Исмаил оглы Везиров (1888 — 1945) — народный комиссар почт, телеграфов и путей сообщения Азербайджанской ССР.

## Биография
Мусульманин, пытался отстаивать права назначения этнических азербайджанцев на ключевые посты в республике. С 28 апреля 1920 народный комиссар почт, телеграфов и путей сообщения Азербайджанской ССР. Затем являлся директором завода.
Арестован 8 августа 1938 года в Баку, находился под стражей в Сухановской тюрьме. Приговорён 28 декабря 1939 года к заключению в ИТЛ. Умер 19 мая 1945 в заключении.